# Effraie ombrée
Tyto tenebricosa
Espèce
Statut de conservation UICN

 LC  : Préoccupation mineure
Statut CITES
L'Effraie ombrée (Tyto tenebricosa) est une espèce d'oiseaux de la famille des Tytonidae.

## Répartition

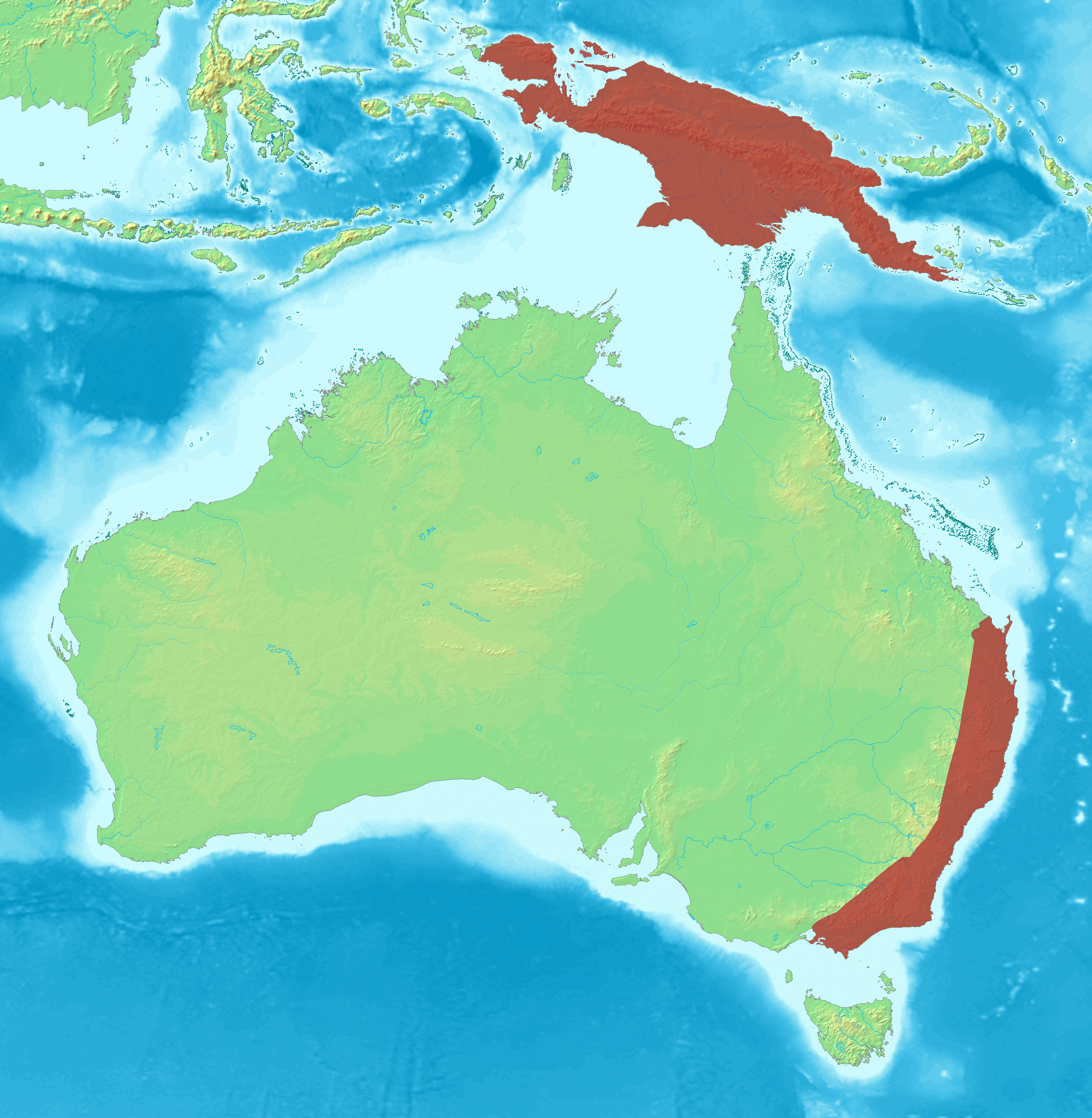
Répartition de l'Effraie ombrée en Océanie.

Cette espèce vit dans le sud-est de l'Australie et en Nouvelle-Guinée.

## Liste des sous-espèces
D'après la classification de référence (version 14.1, 2024) de l'Union internationale des ornithologues, l'Effraie ombrée possède 2 sous-espèces (ordre philogénique) :
- Tyto tenebricosa arfaki (Schlegel, 1879) ;
- Tyto tenebricosa tenebricosa (Gould, 1845).